# Asienspiele 2014/Bogenschießen
Bei den Asienspielen 2014 in Incheon, Südkorea wurden vom 23. bis 28. September 2014 acht Wettbewerbe im Bogenschießen ausgetragen, je vier mit Compound- und Recurvebogen.

## Herren

### Recurvebogen

#### Einzel
| Platz | Land | Athlet                    |
| ----- | ---- | ------------------------- |
| 1     | KOR  | Oh Jin-hyek               |
| 2     | CHN  | Yong Zhiwei               |
| 3     | TPE  | Kuo Cheng-wei             |
| 4     | JPN  | Hideki Kikuchi            |
| 5     | MAS  | Khairul Anuar Bin Mohamad |
| 6     | PRK  | Pak Yong-won              |
| 7     | CHN  | Gu Xuesong                |
| 8     | IND  | Atanu Das                 |

Das Finale wurde am 28. September ausgetragen.

#### Team
| Platz | Land | Athlet                                                                       |
| ----- | ---- | ---------------------------------------------------------------------------- |
| 1     | CHN  | Gu Xuesong Qi Kaiyao Yong Zhiwei                                             |
| 2     | MAS  | Atiq Bazil Bin Bakri Haziq Kamaruddin Khairul Anuar Bin Mohamad              |
| 3     | KOR  | Ku Bon-chan Lee Seung-yun Oh Jin-hyek                                        |
| 4     | JPN  | Takaharu Furukawa Hideki Kikuchi Shohei Ota                                  |
| 5     | PRK  | Jon Chol Pak Yong-won Ri Hyo-song                                            |
| 6     | TPE  | Chang Wei-hsiang Chen Hsin-fu Kuo Cheng-wei                                  |
| 7     | HKG  | Chui Chun Man Lee Kar Wai Ma Hing Kin                                        |
| 8     | MNG  | Gandsorigiin Mjagmardordsch Gombodordschyn Gan-Erdene Dschantsangiin Gantögs |

Das Finale wurde am 28. September ausgetragen.

### Compoundbogen

#### Einzel
| Platz | Land | Athlet                    |
| ----- | ---- | ------------------------- |
| 1     | IRI  | Esmaeil Ebadi             |
| 2     | IND  | Abhishek Verma            |
| 3     | PHI  | Paul Marton Dela Cruz     |
| 4     | MAS  | Muhammad Zaki Bin Mahazan |
| 5     | KOR  | Min Li-hong               |
| 6     | KOR  | Choi Yong-hee             |
| 7     | IRI  | Amir Kazempour            |
| 8     | IND  | Sandeep Kumar             |

Das Finale wurde am 27. September ausgetragen.

#### Team
| Platz | Land | Athlet                                                        |
| ----- | ---- | ------------------------------------------------------------- |
| 1     | IND  | Rajat Chauhan Sandeep Kumar Abhishek Verma                    |
| 2     | KOR  | Choi Yong-hee Min Li-hong Yang Young-ho                       |
| 3     | IRI  | Esmaeil Ebadi Majid Gheidi Amir Kazempour                     |
| 4     | PHI  | Ian Patrick Chipeco Paul Marton Dela Cruz Earl Benjamin Yap   |
| 5     | KAZ  | Pavel Fisher Akbarali Karabayev Artem Kichkin                 |
| 6     | MAS  | Kin Lip Lee Muhammad Zaki Bin Mahazan Mohd Juwaidi Bin Mazuki |
| 7     | VIE  | Nguyen Thanh Tuan Nguyen Tien Cuong Nguyen Tuan Anh           |
| 8     | TPE  | Chen Po-kai Kung Lin-hsiang Wang Chih-hao                     |

Das Finale wurde am 27. September ausgetragen.

## Damen

### Recurvebogen

#### Einzel
| Platz | Land | Athlet              |
| ----- | ---- | ------------------- |
| 1     | KOR  | Jung Dasomi         |
| 2     | KOR  | Chang Hye-jin       |
| 3     | CHN  | Xu Jing             |
| 4     | JPN  | Ren Hayakawa        |
| 5     | JPN  | Kaori Kawanaka      |
| 6     | INA  | Diananda Choirunisa |
| 7     | IND  | Laxmirani Majhi     |
| 8     | CHN  | Cheng Ming          |

Das Finale wurde am 28. September ausgetragen.

#### Team
| Platz | Land | Athlet                                                    |
| ----- | ---- | --------------------------------------------------------- |
| 1     | KOR  | Chang Hye-jin Jung Dasomi Lee Tu-kyoung                   |
| 2     | CHN  | Cheng Ming Xu Jing Zhu Jueman                             |
| 3     | JPN  | Ren Hayakawa Yuki Hayashi Kaori Kawanaka                  |
| 4     | IND  | Deepika Kumari Bombayla Devi Laxmirani Majhi              |
| 5     | INA  | Diananda Choirunisa Ika Yuliana Rochmawati Erwina Safitri |
| 5     | TPE  | Lin Chia-en Yang Nien-hsiu Yuan Shu-chi                   |
| 7     | KAZ  | Yelena Li Luisa Saidijewa Farida Tukebayeva               |
| 8     | PRK  | Choe Song-hui Kang Un-ju Ri U-nok                         |

Das Finale wurde am 28. September ausgetragen.

### Compoundbogen

#### Einzel
| Platz | Land | Athlet                 |
| ----- | ---- | ---------------------- |
| 1     | KOR  | Choi Bo-min            |
| 2     | KOR  | Seok Ji-hyun           |
| 3     | IND  | Trisha Deb             |
| 4     | TPE  | Huang I-jou            |
| 5     | INA  | Sri Ranti              |
| 5     | IND  | Purvasha Sudhir Shende |
| 7     | INA  | Dellie Threesyadinda   |
| 8     | IRI  | Shabnam Sarlak         |

Das Finale wurde am 27. September ausgetragen.

#### Team
| Platz | Land | Athlet                                                  |
| ----- | ---- | ------------------------------------------------------- |
| 1     | KOR  | Choi Bo-min Kim Yun-hee Seok Ji-hyun                    |
| 2     | TPE  | Chen Li-ju Huang I-jou Wen Ning-meng                    |
| 3     | IND  | Trisha Deb Purvasha Sudhir Shende Jyothi Surekha Vennam |
| 4     | IRI  | Sakineh Ghasempour Maryam Ranjbarsari Shabnam Sarlak    |
| 5     | KAZ  | Nina Fisher Bibigul Izbassarova Viktoriya Polonskaya    |
| 6     | INA  | Sri Ranti Rona Siska Sari Dellie Threesyadinda          |
| 7     | LAO  | Daophasouk Detsone Phone Kamkeo Bouppha Thana           |
| 7     | PHI  | Amaya Amparo Cojuangco Joann Tabanag Abbigail Tindugan  |

Das Finale wurde am 27. September ausgetragen.

## Medaillenspiegel
| Platz  | Land                | Gold | Silber | Bronze | Gesamt |
| ------ | ------------------- | ---- | ------ | ------ | ------ |
| 1      | Südkorea            | 5    | 3      | 1      | 9      |
| 2      | Volksrepublik China | 1    | 2      | 1      | 4      |
| 3      | Indien              | 1    | 1      | 2      | 4      |
| 4      | Iran                | 1    | -      | 1      | 2      |
| 5      | Chinesisch Taipeh   | –    | 1      | 1      | 2      |
| 6      | Malaysia            | –    | 1      | -      | 1      |
| 7      | Japan               | –    | -      | 1      | 1      |
| 7      | Philippinen         | –    | -      | 1      | 1      |
| Gesamt | Gesamt              | 8    | 8      | 8      | 24     |